# NN-281
La carretera NN‑281 es una vía departamental secundaria ubicada en el municipio de Villa El Carmen, en el departamento de Managua. Con una longitud de 4.36 kilómetros, esta vía conecta el sector de Las Cañitas con la comunidad de El Trapiche, facilitando el tránsito rural y la actividad agrícola en la zona. Fue inaugurada en 2013 como parte del plan de desarrollo de infraestructura rural.

## Trazado y cruces
La siguiente tabla muestra su recorrido, localidades y principales conexiones:
| km   | Localidad            | Departamento | Conexión / Ruta |
| ---- | -------------------- | ------------ | --------------- |
| 0.0  | Las Cañitas          | Managua      |                 |
| 2.1  | Comunidad intermedia | Managua      |                 |
| 4.36 | El Trapiche          | Managua      |                 |